# Aljona Savchenko
Aljona Savchenko (em ucraniano:  Олена Валентинівна Савченко; Kiev, RSS Ucrânia, 19 de janeiro de 1984) é uma ex-patinadora artística alemã que foi a campeã olímpica de 2018 na modalidade de duplas, ao lado de Bruno Massot, com quem também conquistou o campeonato mundial em 2018, o vice-campeonato em 2017 e o bronze em 2016. Além disso, ela conquistou com Robin Szolkowy duas medalhas de bronze olímpicas (2010 e 2014), e oito medalhas em campeonatos mundiais. Em 2021, Aljona foi transferida para competir pelos Estados Unidos, após o anúncio da aposentadoria do ex-parceiro Bruno Massot. Contudo, após dificuldade em achar uma nova dupla, ela anunciou sua aposentadoria e planos para se tornar treinadora, abrindo sua própria escola de patinação no futuro.
No início de sua carreira, Savchenko representou a Ucrânia com Dmitri Boyenko e, posteriormente, Stanislav Morozov. Com Morozov, ela foi campeã do Mundial Júnior de 2000, campeã da Final do Grand Prix Júnior e bicampeã nacional da Ucrânia. 

## Principais resultados

### Resultados pela Alemanha

#### Com Bruno Massot

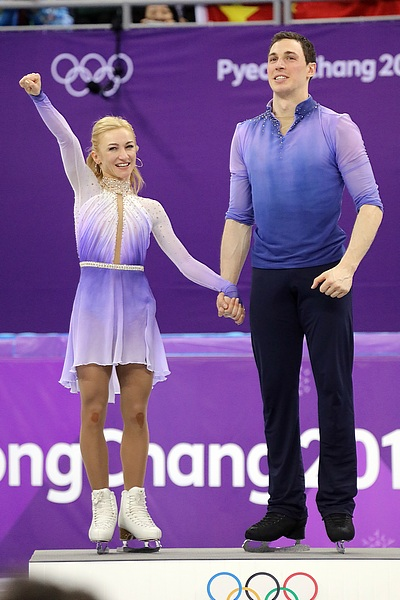
Savchenko e Massot no pódio dos Jogos Olímpicos de Inverno de 2018

| Resultados                                       | Resultados        | Resultados       | Resultados       |
| Internacional                                    | Internacional     | Internacional    | Internacional    |
| Evento/Temporada                                 | 2015– 2016        | 2016– 2017       | 2017– 2018       |
| ------------------------------------------------ | ----------------- | ---------------- | ---------------- |
| Jogos Olímpicos                                  |                   |                  | Medalha de ouro  |
| Campeonato Mundial                               | Medalha de bronze | Medalha de prata | Medalha de ouro  |
| Campeonato Europeu                               | Medalha de prata  | Medalha de prata |                  |
| GP Grand Prix Final                              |                   | WD               | Medalha de ouro  |
| GP Rostelecom Cup                                |                   | Medalha de ouro  |                  |
| GP Skate America                                 |                   |                  | Medalha de ouro  |
| GP Skate Canada International                    |                   |                  | Medalha de prata |
| GP Trophée de France                             |                   | Medalha de ouro  |                  |
| CS Nebelhorn Trophy                              |                   | Medalha de ouro  | Medalha de prata |
| CS Tallinn Trophy                                | Medalha de ouro   |                  |                  |
| CS Warsaw Cup                                    | Medalha de ouro   |                  |                  |
| Bavarian Open                                    | Medalha de ouro   |                  |                  |
| Nacional                                         |                   |                  |                  |
| Campeonato Alemão                                | Medalha de ouro   | WD               | Medalha de ouro  |
| Equipes                                          |                   |                  |                  |
| Jogos Olímpicos                                  |                   |                  | 7.ª 7T/3P        |
|                                                  |                   |                  |                  |
| Legenda: GP = Grand Prix; CS = Challenger Series |                   |                  |                  |

#### Com Robin Szolkowy
| Resultados                                                                             | Resultados      | Resultados        | Resultados        | Resultados        | Resultados       | Resultados        | Resultados        | Resultados      | Resultados        | Resultados       | Resultados        |
| Internacional                                                                          | Internacional   | Internacional     | Internacional     | Internacional     | Internacional    | Internacional     | Internacional     | Internacional   | Internacional     | Internacional    | Internacional     |
| Evento/Temporada                                                                       | 2003– 2004      | 2004– 2005        | 2005– 2006        | 2006– 2007        | 2007– 2008       | 2008– 2009        | 2009– 2010        | 2010– 2011      | 2011– 2012        | 2012– 2013       | 2013– 2014        |
| -------------------------------------------------------------------------------------- | --------------- | ----------------- | ----------------- | ----------------- | ---------------- | ----------------- | ----------------- | --------------- | ----------------- | ---------------- | ----------------- |
| Jogos Olímpicos                                                                        |                 |                   | 6.ª               |                   |                  |                   | Medalha de bronze |                 |                   |                  | Medalha de bronze |
| Campeonato Mundial                                                                     |                 | 6.ª               | 6.ª               | Medalha de bronze | Medalha de ouro  | Medalha de ouro   | Medalha de prata  | Medalha de ouro | Medalha de ouro   | Medalha de prata | Medalha de ouro   |
| Campeonato Europeu                                                                     |                 | 4.ª               | Medalha de prata  | Medalha de ouro   | Medalha de ouro  | Medalha de ouro   | Medalha de prata  | Medalha de ouro | WD                | Medalha de prata | WD                |
| GP Grand Prix Final                                                                    |                 |                   | Medalha de bronze | Medalha de prata  | Medalha de ouro  | Medalha de bronze | Medalha de bronze | Medalha de ouro | Medalha de ouro   |                  | Medalha de ouro   |
| GP Cup of China                                                                        |                 |                   |                   | Medalha de bronze |                  |                   |                   |                 |                   |                  | Medalha de ouro   |
| GP NHK Trophy                                                                          |                 |                   | Medalha de prata  |                   | Medalha de ouro  |                   |                   |                 | Medalha de bronze |                  |                   |
| GP Rostelecom Cup                                                                      |                 | Medalha de bronze |                   | Medalha de ouro   | Medalha de prata |                   |                   |                 | Medalha de ouro   |                  | Medalha de ouro   |
| GP Skate America                                                                       |                 |                   |                   |                   |                  | Medalha de ouro   |                   | Medalha de ouro | Medalha de ouro   |                  |                   |
| GP Skate Canada International                                                          |                 |                   | Medalha de ouro   |                   | Medalha de ouro  |                   | Medalha de ouro   |                 |                   | Medalha de ouro  |                   |
| GP Trophée Éric Bompard                                                                |                 |                   |                   |                   |                  | Medalha de ouro   | Medalha de bronze | Medalha de ouro |                   | WD               |                   |
| Nebelhorn Trophy                                                                       |                 | Medalha de bronze | Medalha de ouro   |                   | Medalha de ouro  | Medalha de ouro   | Medalha de ouro   |                 |                   |                  |                   |
| NRW Trophy                                                                             |                 |                   |                   |                   |                  |                   |                   |                 |                   | Medalha de ouro  |                   |
| Ondrej Nepela Trophy                                                                   |                 | Medalha de ouro   | Medalha de ouro   |                   |                  |                   |                   |                 |                   |                  |                   |
| Nacional                                                                               |                 |                   |                   |                   |                  |                   |                   |                 |                   |                  |                   |
| Campeonato Alemão                                                                      | Medalha de ouro | Medalha de ouro   | Medalha de ouro   | Medalha de ouro   | Medalha de ouro  | Medalha de ouro   |                   | Medalha de ouro |                   |                  | Medalha de ouro   |
|                                                                                        |                 |                   |                   |                   |                  |                   |                   |                 |                   |                  |                   |
| Legenda: GP = Grand Prix; WD = Abandonou; Competição não foi disputada nesta temporada |                 |                   |                   |                   |                  |                   |                   |                 |                   |                  |                   |

### Resultados pela Ucrânia

#### Com Stanislav Morozov
| Resultados                                                                                     | Resultados        | Resultados       | Resultados      | Resultados    |
| Internacional                                                                                  | Internacional     | Internacional    | Internacional   | Internacional |
| Evento/Temporada                                                                               | 1998– 1999        | 1999– 2000       | 2000– 2001      | 2001– 2002    |
| ---------------------------------------------------------------------------------------------- | ----------------- | ---------------- | --------------- | ------------- |
| Jogos Olímpicos                                                                                |                   |                  |                 | 15.ª          |
| Campeonato Mundial                                                                             |                   |                  | 9.ª             |               |
| Campeonato Europeu                                                                             |                   | 7.ª              | 6.ª             |               |
| GP Cup of Russia                                                                               |                   | 4.ª              | 7.ª             |               |
| GP Skate Canada International                                                                  |                   |                  | 6.ª             |               |
| GP Sparkassen Cup on Ice                                                                       |                   | 5.ª              | 5.ª             |               |
| GP Trophée Lalique                                                                             |                   |                  |                 | WD            |
| Jogos da Boa Vontade                                                                           |                   |                  |                 | 5.ª           |
| Nebelhorn Trophy                                                                               |                   | Medalha de ouro  |                 |               |
| Internacional – Júnior                                                                         |                   |                  |                 |               |
| Campeonato Mundial Júnior                                                                      | 12.ª              | Medalha de ouro  |                 |               |
| Nacional                                                                                       |                   |                  |                 |               |
| Campeonato Ucraniano                                                                           | Medalha de prata  | Medalha de ouro  | Medalha de ouro |               |
| JGP JGP Final                                                                                  |                   | Medalha de ouro  |                 |               |
| JGP JGP Alemanha                                                                               | 4.ª               |                  |                 |               |
| JGP JGP Croácia                                                                                |                   | Medalha de ouro  |                 |               |
| JGP JGP Eslovênia                                                                              |                   | Medalha de prata |                 |               |
| JGP JGP Ucrânia                                                                                | Medalha de bronze |                  |                 |               |
|                                                                                                |                   |                  |                 |               |
| Legenda: JGP = Grand Prix Júnior; WD = Abandonou; Competição não foi disputada nesta temporada |                   |                  |                 |               |

#### Com Dmitri Boenko
| Resultados                | Resultados             |
| Internacional – Júnior    | Internacional – Júnior |
| Evento/Temporada          | 1997– 1998             |
| ------------------------- | ---------------------- |
| Campeonato Mundial Júnior | 13.ª                   |